# Překvapení (opera)
Překvapení (v německém originále Die Überraschung) je komická opera ve formě singspielu o jednom dějství českého skladatele Antonína Volánka na libreto Domenica Barchielliho, napsané na námět činoherní aktovky Karla Christiana Engela Narozeniny aneb Překvapení (Der Geburtstag oder die Überraschungen). Její premiéru uvedlo 20. prosince 1797 lipské divadlo Theater am Rannstädter Thore.

## Vznik, charakteristika a historie
Antonín Volánek (1761–1817) působil v pražském Vlastenském divadle zřejmě již v době jeho působení v Boudě v letech 1786–1789, jistě pak jako kapelník a skladatel tohoto divadla v době jeho působení v domě u Hybernů od v letech 1790–1794, následně v Nosticově divadle a od března 1797 opět ve Vlastenském divadle za ředitele Johanna barona von Stentzsche. Pro divadlo skládal vedle baletů rovněž zpěvohry, přičemž zprávy se dochovaly o operách Ševcovský svatvečer aneb Kašpárek, žravá hlídka a Přestrojení v serailu aneb Veliký lov na lvy z roku 1792. Již v květnu 1797 Stentschova společnost Prahu opustila a s ní i Volánek. Po zastávkách v Teplicích, Karlových Varech a Saské Kamenici tato společnost na přelomu let 1797 a 1798 působila v Lipsku, avšak po následném ročním působení v Erfurtu zanikla a Volánek se vrátil do Prahy k Vlastenskému divadlu.
Právě v době lipského působení měla premiéru Volánkova drobná komická opera Překvapení. Libreto upravil zpěvák Domenico Barchielli z činoherní komedie Narozeniny aneb Překvapení Karla Christiana Engela, vydané tiskem roku 1796.
O tomto díle se nezachovaly bližší zprávy a text Barchielliho úpravy stejně jako Volánkova hudba jsou ztraceny.